# 金堤金山寺露柱

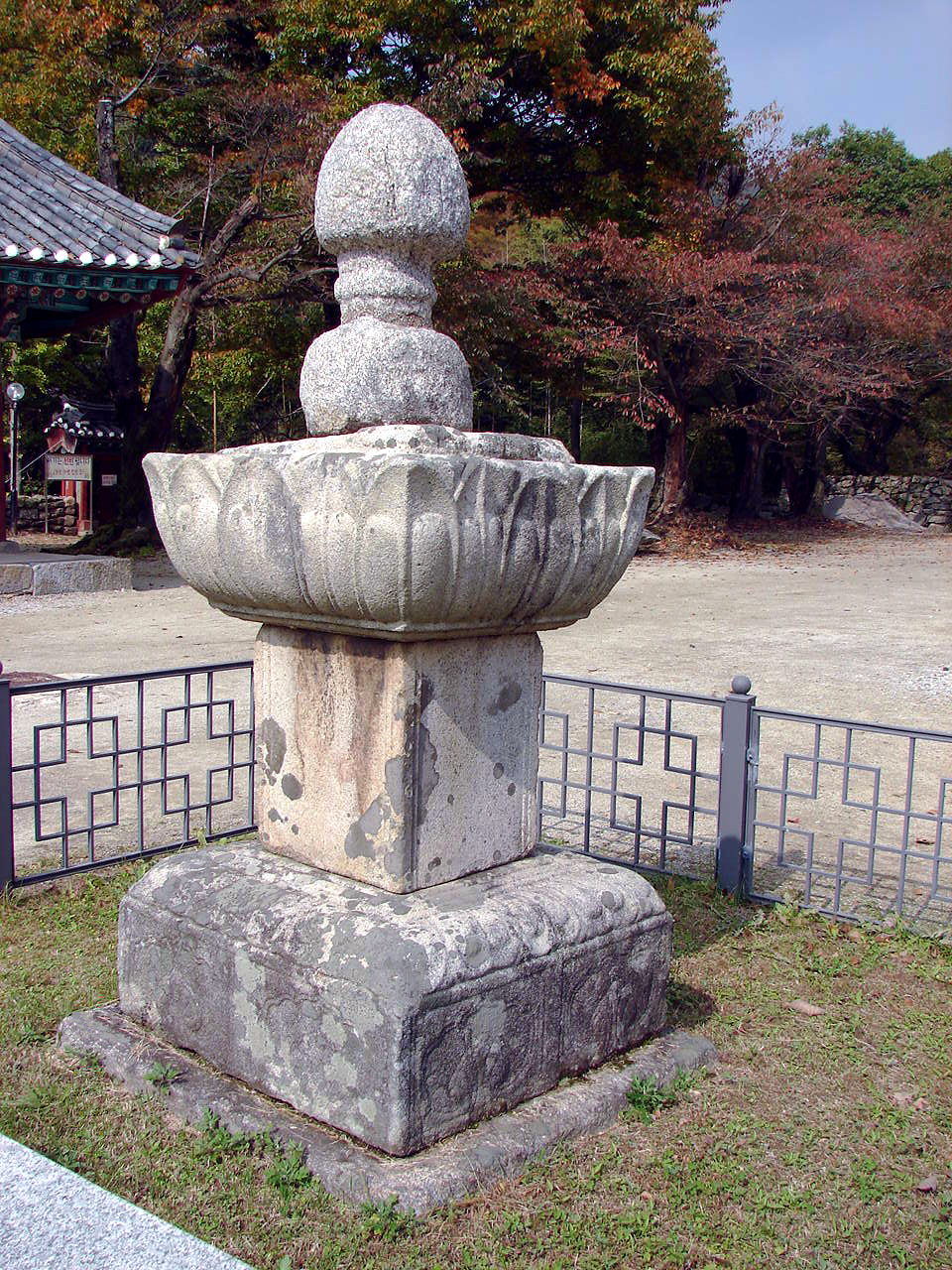
金堤金山寺露柱

金堤金山寺露柱位於大韩民国全北特別自治道金堤市金山寺內，此露柱乃一不明用途的石雕，推測應該是在高麗時期所建置，目前為大韓民國編號第二十二號寶物。

## 概要
此不明用途的石雕紀念碑的遺跡被稱為露柱，其獨特的地方在於它是由方形、很像蓮台的奇特石雕所構成。
石雕紀念碑由上、中、下三個結構所組成，每階都雕刻著像仰蓮、覆蓮般的花形紋，看起來華麗且多樣。 特別在相較於石塔那樣的造形，其上半部是由圓形像珠寶的石雕所組成的，看起來十分的特殊 。
自蓮花與珠寶的雕刻技法來推斷，此石雕應為高麗時期初期的作品。

## 脚注
1. ↑  현지 안내문 인용

## 外部連結
• 金堤金山寺露柱 （页面存档备份，存于）   - 國家文化遺產 文化遺產廳